# Tebentafusp
Tebentafusp, es vendido bajo la marca Kimmtrak, es un medicamento utilizado para tratar un tipo de cáncer ocular, conocido como melanoma uveal .  Se utiliza en casos positivos para HLA-A*02:01 que no pueden tratarse únicamente con cirugía.   Se administra mediante inyección en una vena.  Debido al riesgo de efectos secundarios, se requiere casi un día de seguimiento después de las dosis iniciales. 
Los efectos secundarios más frecuentes son síndrome de liberación de citoquinas, erupción cutánea, fiebre, picor, cansancio, náuseas, dolor abdominal, hinchazón, hipotensión arterial, sequedad cutánea, dolor de cabeza y vómitos. Su uso durante el embarazo puede dañar al bebé. Se trata de un captador biespecífico de células T CD3 dirigido por el péptido gp100-HLA.
Tebentafusp fue aprobado para uso médico en los Estados Unidos y Europa en 2022.   En Estados Unidos el medicamento cuesta alrededor de 18.800 dólares por dosis. 